# Gilliam (Louisiana)
Gilliam is een plaats (village) in de Amerikaanse staat Louisiana, en valt bestuurlijk gezien onder Caddo Parish.

## Demografie
Bij de volkstelling in 2000 werd het aantal inwoners vastgesteld op 178.
In 2006 is het aantal inwoners door het United States Census Bureau geschat op 180, een stijging van 2 (1,1%).

## Geografie
Volgens het United States Census Bureau beslaat de plaats een oppervlakte van
5,2 km², geheel bestaande uit land. Gilliam ligt op ongeveer 58 m boven zeeniveau.

## Plaatsen in de nabije omgeving
De onderstaande figuur toont nabijgelegen plaatsen in een straal van 16 km rond Gilliam.